# Асхвинское сельское поселение
Асхвинское се́льское поселе́ние — муниципальное образование в Канашском районе Чувашии Российской Федерации. Административный центр — деревня Большие Бикшихи.

## История
Статус и границы сельского поселения установлены Законом Чувашской Республики от 24 ноября 2004 года № 37 «Об установлении границ муниципальных образований Чувашской Республики и наделении их статусом городского, сельского поселения, муниципального района и городского округа»

## Население

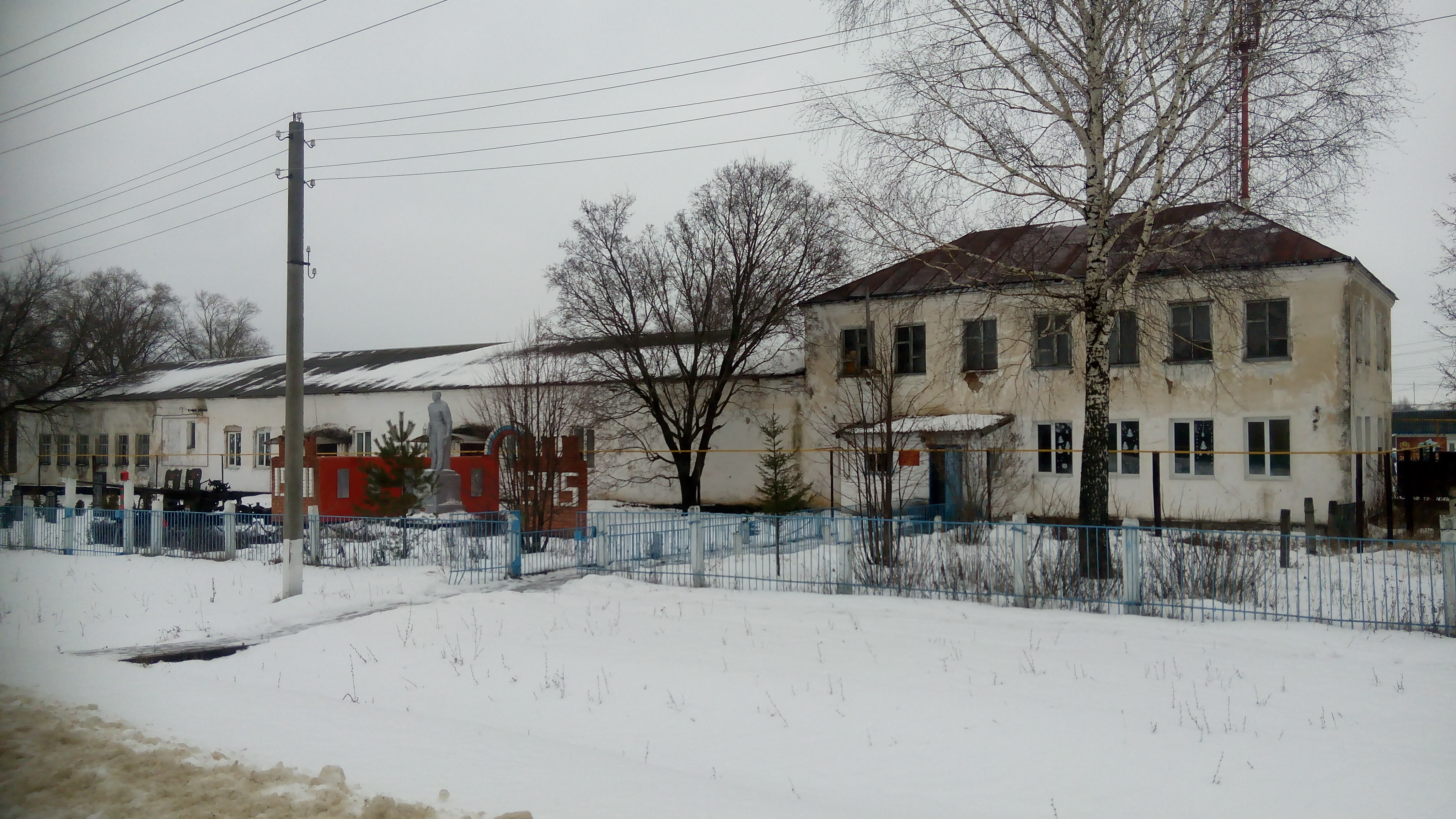
Здание фельдшерского пункта, деревня Б. Бикшихи

| 2010  | 2012  | 2013  | 2014  | 2015  | 2016  | 2017  |
| ----- | ----- | ----- | ----- | ----- | ----- | ----- |
| 3256  | ↗3261 | ↘3194 | ↘3170 | ↘3128 | ↘3081 | ↘3044 |
| 2018  | 2019  | 2020  | 2021  |       |       |       |
| ↘2995 | ↗2999 | ↘2926 | ↘2848 |       |       |       |

## Состав сельского поселения
| № | Населённый пункт | Тип населённого пункта          | Население |
| - | ---------------- | ------------------------------- | --------- |
| 1 | Асхва            | деревня                         | ↘1043     |
| 2 | Большие Бикшихи  | деревня, административный центр | →1164     |
| 3 | Кармамеи         | деревня                         | →882      |
| 4 | Семёновка        | деревня                         | ↗175      |

## Местное самоуправление
Главы сельского поселения:
- Иванов Сергей Петрович
- Павлов Владислав Владимирович

## Инфраструктура
- Асхвинский сельский Дом культуры;
- Асхвинский фельдшерско-акушерский пункт;
- Асхвинская библиотека;
- Большебикшихская пекарня;
- Большебикшихский сельский клуб;
- Большебикшихский фельдшерско-акушерский пункт;
- Сеспельское отделение связи;
- Кирпичный завод;
- магазины.